# 霍姆斯山
72°8′S 63°25′W / 72.133°S 63.417°W
霍姆斯山（英語：Holmes Hills），是南極洲的山嶺，位於帕爾默地，處於朗科恩冰川和博蒙特冰川之間，西南面是布倫內克冰原島峰，海拔高度約1,700米，美國地質調查局根據該國海軍的空中照片繪入地圖，以蘇格蘭地質學家命名，現時由南極條約體系管理。